# Рароны

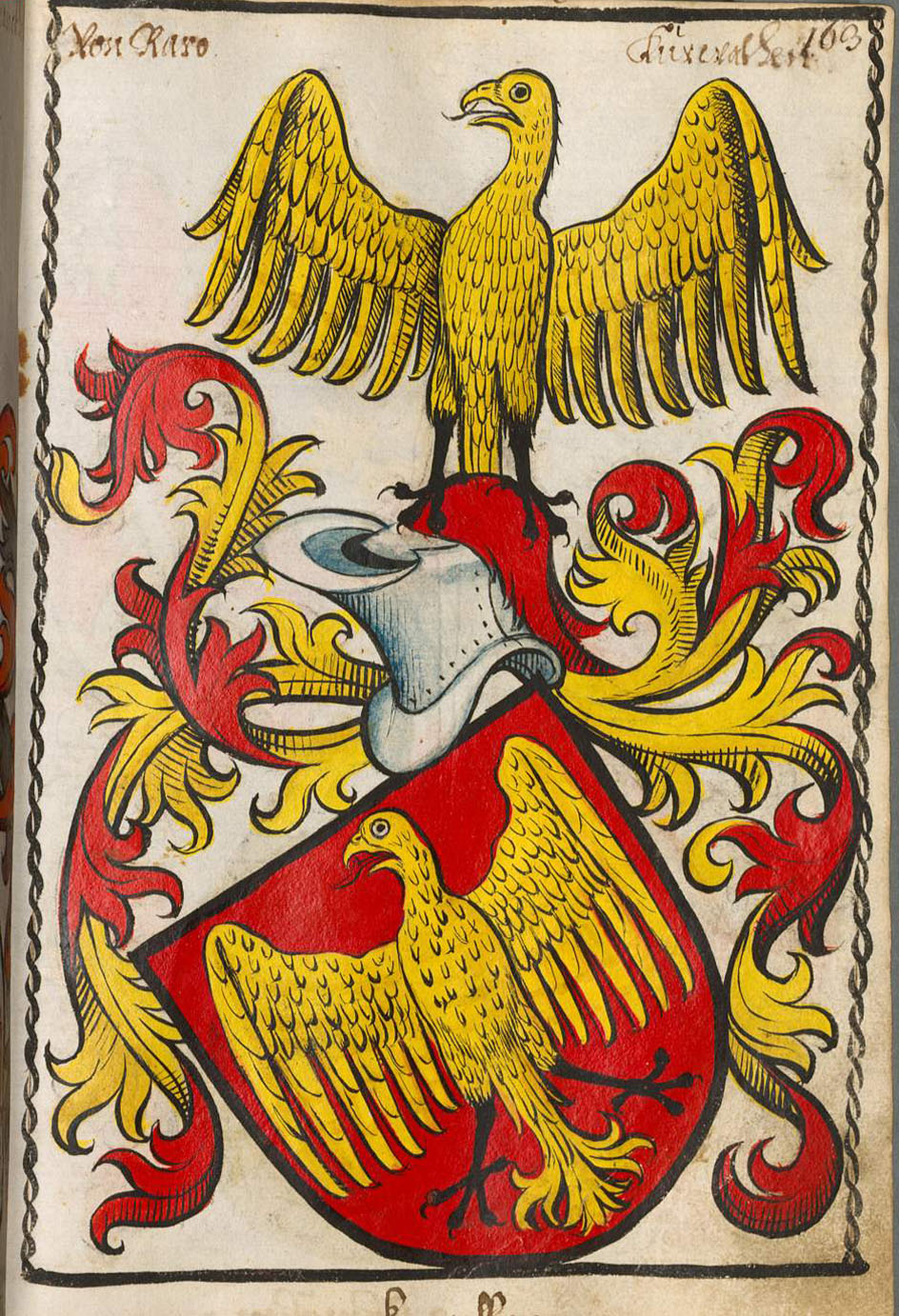
Герб (Гербовник Шайблеров).

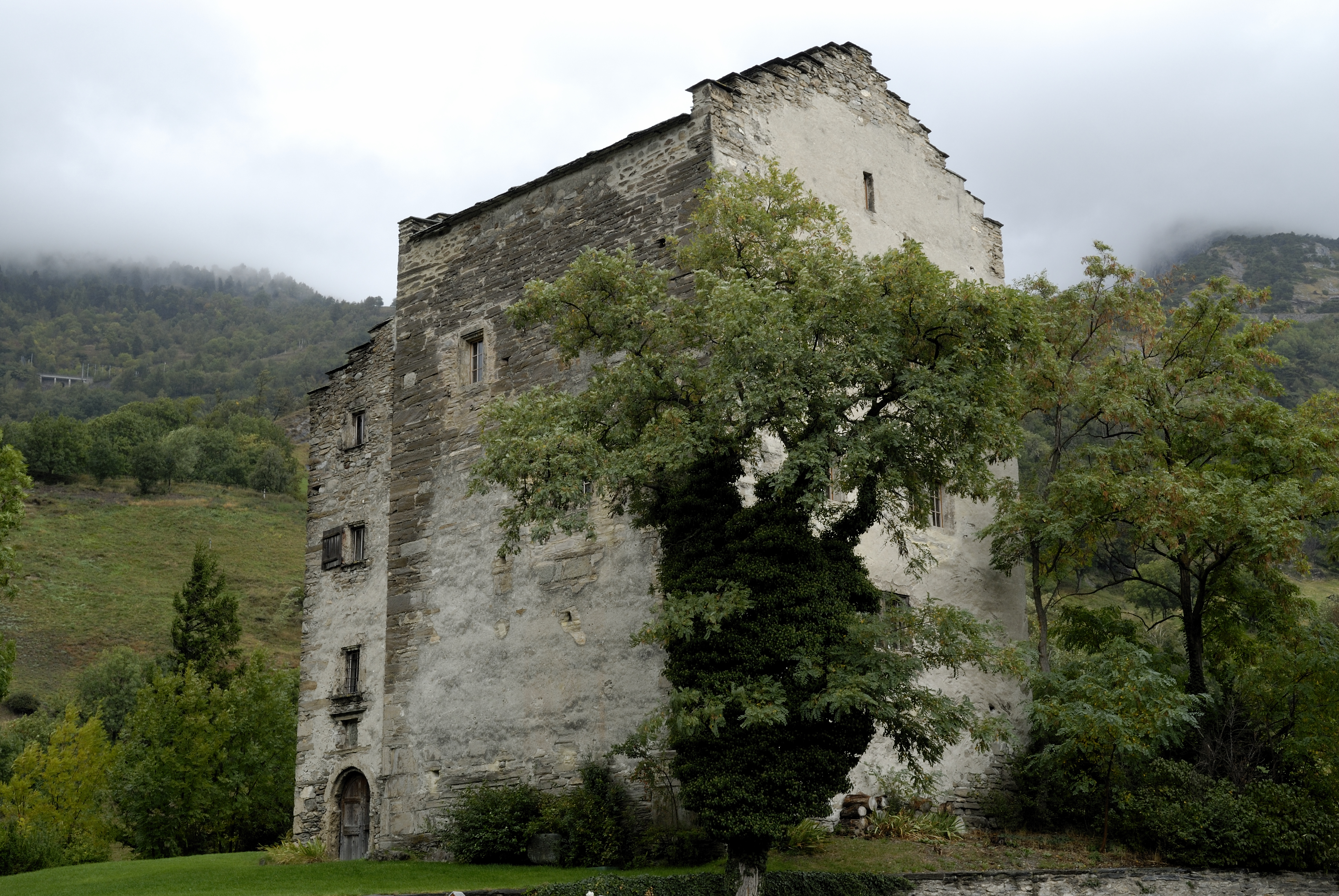
Рыцарская башня в Рароне.

Рароны — швейцарская дворянская семья XII—XV вв. из кантона Вале, из которой произошли пять епископов Сьона.

## История
Семья фон Рарон была связана с баронами фон Ринггенбергами. Семья владела помеятьсями в районе Рарона ещё в XII в., а с XIII в. они назвали себя в честь своего родового владения. Родоначальником дома считается Оберер Манненберга, считается родоначальником семьи. Как Визтум из Леука и Рарона, он был вассалом епископа Сьюна. Его сыновья Амадей, Йоханнес и Ульрих основали три линии рода, их брат Генрих стал епископом Сьона.
Андреас получил Манненберга, его потомки приобрели владения в Фиспе и владение Виллой в Валь д'Эран. Представитель этой ветви и епископ Сьона Вильгельм III получил гражданство Берна в 1337 г., ветвь вымерла в XV в.
Йоханнес получил родовой замок и вицтум Рарона. Его сыно Генрих стал епископом Сьона, Рудольф получил вицтум Сьюн. Эта ветвь угасла в 1303 году.
Ульрих получил вицтум Леук и сеньорию Гольц. Его потомок Петер получил многочисленные должности и вотчины как союзник епископа Вичард Тавел. В результате брака он приобрел замок Борегар в Валь д'Аннивье, владения в Конте, Нидергестельне и поместье Висперталь у семьи Турнов. Сыновьями Петера были епископ Сьюона Вильгельм I и ландсгауптман Сьона Витчард фон Рарон. Сыновья Витчарда Хильдебранд и Петерманн фон Рарон умерли, не оставив потомков, после чего их линия вымерла.